# Буртасов, Максим Анатольевич
Буртасов Максим Анатольевич (7 сентября 1989, Белорецк-16, Башкирская АССР) — российский биатлонист. Мастер спорта международного класса.

## Спортивная карьера

### Юниорские и молодёжные достижения
| Год  | Место проведения | Возраст | Инд | Спр | Пр | Эст |
| 2010 | ЧЕ Отепя         | U21     | 11  | 1   | 2  | 2   |

### Карьера в Кубке IBU
Сезон 2010—2011:
- 5 февраля 2011 года дебютировал во взрослых международных соревнованиях — на 6 этапе кубка IBU в словацком Осрблье занял в индивидуальной гонке 23-е место[2].
- Провел за сезон 4 гонок из 17. В общем зачёте с 18 очками занял 60 место[3].

Сезон 2011—2012:
- На 4 этапе кубка IBU в итальянском Форни-Авольтри занял 4-е место в индивидуальной гонке и в спринте.
- На 5 этапе кубка IBU во французском От-Морьенн был 7-м в спринте, а в гонке преследования занял 2-е место.
- На 6 этапе кубка IBU в канадском Канморе занял в спринте 5-е место.
- На 7 этапе кубка IBU в канадском Канморе занял в индивидуальной гонке 2-е место.
- На 8 этапе кубка IBU в немецком Альтенберге в спринте 4-е место

По итогам сезона стал обладателем кубка IBU в зачёте индивидуальных гонок.

### Карьера в Кубке мира
- Дебютировал в спринтерской гонке в Эстерсунде 2 декабря 2011 года. В гонку преследования не квалифицировался.
- 2 февраля 2012 года набрал первые кубковые очки — 38 место в спринтерской гонке в Хольменколлене.

#### Общий зачет в Кубке мира
- 2011—2012 — 93-е место

| \| 2011/12 Итоги \| 2011/12 Итоги \| Эстерсунд \| Эстерсунд \| Эстерсунд \| Хохфильцен \| Хохфильцен \| Хохфильцен \| Хохфильцен \| Хохфильцен \| Хохфильцен \| Оберхоф \| Оберхоф \| Оберхоф \| Нове-Место \| Нове-Место \| Нове-Место \| Антхольц \| Антхольц \| Антхольц \| Холменколлен \| Холменколлен \| Холменколлен \| Контиолахти \| Контиолахти \| Контиолахти \| ЧМ Рупольдинг \| ЧМ Рупольдинг \| ЧМ Рупольдинг \| ЧМ Рупольдинг \| ЧМ Рупольдинг \| ЧМ Рупольдинг \| Ханты-Мансийск \| Ханты-Мансийск \| Ханты-Мансийск \| \| Очков \| Место \| Инд \| Спр \| Пр \| Спр \| Пр \| Эст \| Спр \| Пр \| См \| Эст \| Спр \| МС \| Инд \| Спр \| Пр \| Спр \| МС \| Эст \| Спр \| Пр \| МС \| Спр \| Пр \| См \| См \| Спр \| Пр \| Инд \| Эст \| МС \| Спр \| Пр \| МС \| \| 12 \| 93 \| — \| 92 \| — \| — \| — \| — \| — \| — \| — \| — \| — \| — \| — \| — \| — \| — \| — \| — \| 38 \| 32 \| — \| — \| — \| — \| — \| — \| — \| — \| — \| — \| 67 \| — \| — \| |               |           |           |           |            |            |            |            |            |            |         |         |         |            |            |            |          |          |          |              |              |              |             |             |             |               |               |               |               |               |               |                |                |                |
| Инд — индивидуальная гонка Пр — гонка преследования Спр — спринт МС — масс-старт Эст — эстафета См — смешанная эстафета DNS — спортсмен был заявлен, но не стартовал DNF — спортсмен стартовал, но не финишировал DSQ — спортсмен финишировал, но дисквалифицирован LAP — спортсмен по ходу гонки (для гонок преследования и масс-стартов) отстал от лидера более чем на круг и был снят с трассы — — спортсмен не участвовал в этой гонке |               |           |           |           |            |            |            |            |            |            |         |         |         |            |            |            |          |          |          |              |              |              |             |             |             |               |               |               |               |               |               |                |                |                |
| 2011/12 Итоги | 2011/12 Итоги | Эстерсунд | Эстерсунд | Эстерсунд | Хохфильцен | Хохфильцен | Хохфильцен | Хохфильцен | Хохфильцен | Хохфильцен | Оберхоф | Оберхоф | Оберхоф | Нове-Место | Нове-Место | Нове-Место | Антхольц | Антхольц | Антхольц | Холменколлен | Холменколлен | Холменколлен | Контиолахти | Контиолахти | Контиолахти | ЧМ Рупольдинг | ЧМ Рупольдинг | ЧМ Рупольдинг | ЧМ Рупольдинг | ЧМ Рупольдинг | ЧМ Рупольдинг | Ханты-Мансийск | Ханты-Мансийск | Ханты-Мансийск |
| Очков | Место         | Инд       | Спр       | Пр        | Спр        | Пр         | Эст        | Спр        | Пр         | См         | Эст     | Спр     | МС      | Инд        | Спр        | Пр         | Спр      | МС       | Эст      | Спр          | Пр           | МС           | Спр         | Пр          | См          | См            | Спр           | Пр            | Инд           | Эст           | МС            | Спр            | Пр             | МС             |
| 12 | 93            | —         | 92        | —         | —          | —          | —          | —          | —          | —          | —       | —       | —       | —          | —          | —          | —        | —        | —        | 38           | 32           | —            | —           | —           | —           | —             | —             | —             | —             | —             | —             | 67             | —              | —              |